# Copa de Campeones Femenina de la FIFA 2026
La Copa de Campeones Femenina de la FIFA 2026 será la primera edición del torneo internacional de clubes femeninos de fútbol organizado por la FIFA. El torneo estará compuesto por los seis equipos que ganaron la edición anterior de los campeonatos continentales en cada confederación de la FIFA, enfrentándose entre sí en un cuadro de eliminación directa. Está programado para llevarse a cabo entre enero y el 1 de febrero de 2026, con las primeras rondas en el estadio local de un equipo y las rondas posteriores en una sede neutral por determinar.

## Clubes clasificados
Los equipos participantes se clasificarán a lo largo del año a través de las seis mayores competiciones continentales. En cursiva los equipos debutantes.
| Confederación                 | Equipo          | Vía de clasificación                                               |
| ----------------------------- | --------------- | ------------------------------------------------------------------ |
| Europa                        | Arsenal         | Campeona de la Liga de Campeones Femenina de la UEFA (2024-25)     |
| América del Sur               | Por definir     | Campeona de la Copa Libertadores Femenina (2025)                   |
| Norte, Centroamérica y Caribe | Gotham FC       | Campeona de la Copa de Campeones Femenina de la Concacaf (2024-25) |
| Asia                          | Wuhan Jiangda   | Campeona de la Liga de Campeones Femenina de la AFC (2024-25)      |
| África                        | Por definir     | Campeona de la Liga de Campeones Femenina de la CAF (2025)         |
| Oceanía                       | Auckland United | Campeona de la Liga de Campeones Femenina de la OFC (2025)         |

## Partidos

### Cuadro de eliminatorias
|  | Primera Ronda Enero 2026 | Primera Ronda Enero 2026 |                       |  | Segunda Ronda Enero 2026 | Segunda Ronda Enero 2026 |  |  | Semifinales 28 de enero de 2026 | Semifinales 28 de enero de 2026 |  |  | Final 1 de febrero de 2026 | Final 1 de febrero de 2026 |  |
|  |                          |                          |                       |  |                          |                          |  |  |                                 |                                 |  |  |                            |                            |  |
|  |                          |                          |                       |  |                          |                          |  |  |                                 |                                 |  |  |                            |                            |  |
|  | Wuhan Jiangda            |                          |                       |  |                          |                          |  |  |                                 |                                 |  |  |                            |                            |  |
|  |                          |                          |                       |  |                          |                          |  |  |                                 |                                 |  |  |                            |                            |  |
|  | Auckland United          |                          |                       |  |                          |                          |  |  |                                 |                                 |  |  |                            |                            |  |
|  |                          | Campeón de CAF           |                       |  |                          |                          |  |  |                                 |                                 |  |  |                            |                            |  |
|  |                          |                          |                       |  |                          |                          |  |  |                                 |                                 |  |  |                            |                            |  |
|  |                          |                          | Ganador Primera Ronda |  |                          |                          |  |  |                                 |                                 |  |  |                            |                            |  |
|  |                          |                          |                       |  |                          |                          |  |  |                                 |                                 |  |  |                            |                            |  |
|  |                          |                          |                       |  |                          |                          |  |  |                                 |                                 |  |  |                            |                            |  |
|  |                          |                          |                       |  |                          |                          |  |  |                                 |                                 |  |  |                            |                            |  |
|  |                          |                          |                       |  |                          | Arsenal                  |  |  |                                 |                                 |  |  |                            |                            |  |
|  |                          |                          |                       |  |                          |                          |  |  |                                 |                                 |  |  |                            |                            |  |
|  |                          |                          | Ganador Segunda Ronda |  |                          |                          |  |  |                                 |                                 |  |  |                            |                            |  |
|  |                          |                          |                       |  |                          |                          |  |  |                                 |                                 |  |  |                            |                            |  |
|  |                          |                          |                       |  |                          |                          |  |  |                                 |                                 |  |  |                            |                            |  |
|  |                          |                          |                       |  |                          |                          |  |  |                                 |                                 |  |  |                            |                            |  |
|  |                          |                          |                       |  |                          |                          |  |  |                                 |                                 |  |  |                            |                            |  |
|  |                          |                          |                       |  |                          |                          |  |  |                                 |                                 |  |  |                            |                            |  |
|  |                          |                          |                       |  |                          |                          |  |  |                                 |                                 |  |  |                            |                            |  |
|  |                          |                          |                       |  |                          |                          |  |  |                                 |                                 |  |  |                            |                            |  |
|  |                          |                          |                       |  |                          |                          |  |  |                                 |                                 |  |  |                            |                            |  |
|  |                          |                          |                       |  |                          |                          |  |  |                                 |                                 |  |  |                            |                            |  |
|  |                          |                          |                       |  |                          |                          |  |  |                                 | Ganador Semifinal 1             |  |  |                            |                            |  |
|  |                          |                          |                       |  |                          |                          |  |  |                                 |                                 |  |  |                            |                            |  |
|  |                          |                          | Ganador Semifinal 2   |  |                          |                          |  |  |                                 |                                 |  |  |                            |                            |  |
|  |                          |                          |                       |  |                          |                          |  |  |                                 |                                 |  |  |                            |                            |  |
|  |                          |                          |                       |  |                          |                          |  |  |                                 |                                 |  |  |                            |                            |  |
|  |                          |                          |                       |  |                          |                          |  |  |                                 |                                 |  |  |                            |                            |  |
|  |                          |                          |                       |  |                          |                          |  |  |                                 |                                 |  |  |                            |                            |  |
|  |                          |                          |                       |  |                          |                          |  |  |                                 |                                 |  |  |                            |                            |  |
|  |                          |                          |                       |  |                          |                          |  |  |                                 |                                 |  |  |                            |                            |  |
|  |                          |                          |                       |  |                          |                          |  |  |                                 |                                 |  |  |                            |                            |  |
|  |                          |                          |                       |  |                          |                          |  |  |                                 |                                 |  |  |                            |                            |  |
|  |                          |                          |                       |  |                          |                          |  |  |                                 |                                 |  |  |                            |                            |  |
|  |                          |                          |                       |  |                          | Gotham FC                |  |  |                                 |                                 |  |  |                            |                            |  |
|  |                          |                          |                       |  |                          |                          |  |  |                                 |                                 |  |  |                            |                            |  |
|  |                          |                          | Campeón de Conmebol   |  |                          |                          |  |  |                                 |                                 |  |  |                            |                            |  |
|  |                          |                          |                       |  |                          |                          |  |  |                                 |                                 |  |  |                            |                            |  |
|  |                          |                          |                       |  |                          |                          |  |  |                                 |                                 |  |  |                            |                            |  |
|  |                          |                          |                       |  |                          |                          |  |  |                                 |                                 |  |  |                            |                            |  |
|  |                          |                          |                       |  |                          |                          |  |  |                                 |                                 |  |  |                            |                            |  |
|  |                          |                          |                       |  |                          |                          |  |  |                                 |                                 |  |  |                            |                            |  |
|  |                          |                          |                       |  |                          |                          |  |  |                                 |                                 |  |  |                            |                            |  |
|  |                          |                          |                       |  |                          |                          |  |  |                                 |                                 |  |  |                            |                            |  |
|  |                          |                          |                       |  |                          |                          |  |  |                                 |                                 |  |  |                            |                            |  |
|  |                          |                          |                       |  |                          |                          |  |  |                                 |                                 |  |  |                            |                            |  |
|  |                          |                          |                       |  |                          |                          |  |  |                                 |                                 |  |  |                            |                            |  |
|  |                          |                          |                       |  |                          |                          |  |  |                                 |                                 |  |  |                            |                            |  |

### Primera ronda

#### Partido 1
| Enero 2026 | Wuhan Jiangda | vs. | Auckland United | Por confirmar, |  |

### Segunda ronda

#### Partido 2
| Enero 2026 | Gotham FC | vs. | Campeón Conmebol | Por confirmar, |  |

#### Partido 3
| Enero 2026 | Campeón CAF | vs. | Ganador Primera Ronda | Por confirmar, |  |

### Semifinales

#### Partido 4
| 28 de enero de 2026 | Arsenal | vs. | Ganador Partido 3 | Por confirmar, |  |

#### Partido 5
| 28 de enero de 2026 | Gotham FC | vs. | Campeón Conmebol | Por confirmar, |  |

### Partido de Tercer y Cuarto puesto

#### Partido 6
| 1 de febrero de 2026 | Perdedor Partido 4 | vs. | Perdedor Partido 5 | Por confirmar, |  |

### Final

#### Partido 7
| 1 de febrero de 2026 | Ganador Partido 4 | vs. | Ganador Partido 5 | Por confirmar, |  |